# Jan Rowiński (lekarz)
Jan Michał Rowiński (ur. 23 września 1945 w Łodzi, zm. 9 listopada 2020 w Wieliszewie) – polski lekarz, histolog, profesor doktor habilitowany nauk medycznych.

## Życiorys
Jan Rowiński ukończył studia na Wydziale Lekarskim Akademii Medycznej w Warszawie w 1969. Obronił pracę doktorską pod kierunkiem Wojciecha Sawickiego (1971), następnie uzyskał stopień doktora habilitowanego (1980). W 1991 otrzymał tytuł profesora.
Jeszcze jako student w 1965 rozpoczął pracę w Zakładzie Histologii. Z Akademią Medyczną związany do 2000. Odbył staż naukowy w Instytucie Wistara w Filadelfii (1973-1974). W latach 1994–2002 był zatrudniony na stanowisku Kierownika Zakładu Patofizjologii Eksperymentalnej w Wojskowym Instytucie Medycyny Lotniczej w Warszawie. Pracował w Katedrze Fizjoprofilaktyki na Wydziale Wychowania Fizycznego i Sportu w Białej Podlaskiej Akademii Wychowania Fizycznego Józefa Piłsudskiego w Warszawie. Został zatrudniony na stanowisku profesora na Wydziale Medycznym Collegium Masoviense – Wyższej Szkole Nauk o Zdrowiu w Żyrardowie, oraz był sekretarzem naukowym w Wojskowym Instytucie Medycyny Lotniczej.
Opublikował ponad 200 prac naukowych i dydaktycznych. Do jego ważnych osiągnięć należą: wykazanie, że komórki M (jelitowe komórki pokrywające kępki Peyera) są wrotami zakażenia wirusa polio; udokumentowanie, że przeciwciała antyimmunoglobulinowe (anty-Ig) dają krzyżową reakcję z kolagenem; wykazanie, że komórki trofoblastu we wczesnym okresie rozwoju stają się oporne na działanie inhibitorów syntezy białka i RNA.
Syn Stanisława i Stanisławy. Zmarł 9 listopada 2020. Pochowany na Cmentarzu Komunalnym Północnym w Warszawie.